# Активно галактично ядро
Активно галактическо ядро е компактна област в центъра на галактика.В централната област се излъчва голяма яркост в целия електромагнитен спектър.Мисли се ,че излъчването на ANG се дължи на масата,привлечена от гравитационното привличане на свръхмасивна черна дупка в центъра на галактика.